# Max Pomeranc
Max Pomeranc est un acteur américain, né le 21 mars 1984, à New York. Il est principalement connu pour avoir interprété le rôle du jeune prodige des échecs, Joshua Waitzkin, dans le film de 1993, À la recherche de Bobby Fischer, ainsi que pour celui de Brian Johnson, dans le film de 1995, Fluke.

## Filmographie partielle

### Cinéma
- 1993 : À la recherche de Bobby Fischer
- 1995 : Fluke
- 2008 : Un jour, peut-être

### Télévision
- 1994 : Nowhere to Hide (téléfilm)

## Distinctions

### Récompenses
- Festival international du film de Tokyo
  - Meilleur jeune acteur 1993 (À la recherche de Bobby Fischer)

### Nominations
- Saturn Award :
  - Nommé au Saturn Award du meilleur jeune acteur 1996 (Fluke)
- Young Artist Award
  - Nommé à la Meilleure prestation dans un film - Acteur âgé de 10 ans ou moins 1994 (À la recherche de Bobby Fischer)